# Beblenheim
Beblenheim je občina v departmaju Haut-Rhin francoske regije Alzacija.
Leta 2008 je v občini živelo 965 oseb oz. 172 oseb/km².